# Riu Ubangui
El riu Ubangui és un llarg riu de l'Àfrica central, un dels principals afluents del riu Congo que neix de la confluència de dos grans rius, el Mbomou i el Uele. L'Ubangi té una longitud de 1120 km, encara que si es considera el sistema fluvial Ubangui-Uele, arriba fins als 2272 km, que el situen entre els 60 rius més llargs de la Terra. Drena una gran conca de 754 830 km², que també el col·loca entre les 50 més grans conques del món (similar a països com Zàmbia, Xile o Turquia).
El caudal mitjà anual a la desembocadura és de 5.936 m³/s. El seu cabal a Bangui oscil·la entre uns 800 m³/s i uns 11.000 m³/s, amb un cabal mitjà d'uns 4.000 m³/s. Es creu que els trams superiors de l'Ubangi van desembocar originalment al riu Chari i al Llac Txad abans de ser capturats pel Congo a principis del Plistocè.
Juntament amb el riu Congo, proporciona una important artèria de transport per als vaixells fluvials entre Bangui i Brazzaville. Des del seu naixement fins als 100 km per sota de Bangui, l'Ubangi defineix el límit entre la República Centreafricana i la República Democràtica del Congo (RDC). Posteriorment, forma la frontera entre la RDC i la República del Congo fins que desemboca al riu Congo.

## Geografia

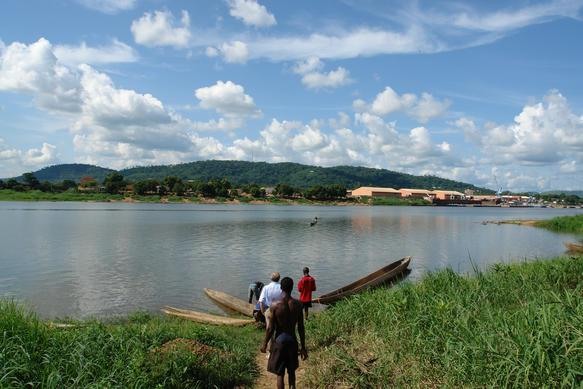
Riu Ubangi, a prop de Bangui.

El riu Ubangi sorgeix de la confluència dels rius Mbomou i Uele i des del seu naixement serveix com a frontera natural entre la República Centreafricana, al nord, i la República Democràtica del Congo (RDC), al sud. El riu flueix cap a l'oest durant 350 km. Després gira cap al sud-oest i passa per Bangui, la capital de la República Centreafricana i la ciutat més important de tot el seu curs (684.190 habitants el 2005). Després el riu es dirigeix al sud i encara contínua sent frontera un altre tram d'uns 100 km més. Després segueix el mateix rumb al sud sent frontera, està vegada entre la RDC, a l'est, i la República del Congo, a l'oest, un tram d'uns 500 km que finalitza en desaiguar pel marge dret en el riu Congo.
El riu és navegable aigües avall des de Bangui i existeixen serveis regulars de transbordadors i gavarres des de Kisangani i Brazzaville.
Les principals ciutats que travessa al llarg del seu curs, en direcció aigües avall, són: Kemba, Yakoma, Limassa, Ngalo, Satéma, Mobaye, Mobayi-Mbomgi, Kouango, Sidi, Pandu, Gele, Bangui, Bétou, Dongo, Dongou, Impfondo, Buburu i Irebue, a la desembocadura.

### Afluents
El riu Ubangui es forma per dues fonts:
- riu Bomu o Mbomou, que arriba pel marge dret, amb 966 km de longitud, una conca de 156 950 km² i un cabal mitjà de 1130 m³/s; té com a principals afluents als rius Mbokou, Ouara, Chinko (420 km), Mbari, Asa i Bili.
- riu Uele, per l'esquerra, amb 1210 km de longitud, una conca de 135 000 km² i un cabal de 1530 m³/s; format per la confluència dels rius Dungu i Kibali i que té com a afluents als rius Bomokandi i Uere.

L'Ubangui té com a principals afluents, en sentit aigües avall, els següents:
- riu Kotto, pel marge dret, d'uns 820 km de longitud, una conca de 80 000 km² i un cabal mitjà de 447 m³/s;
- riu Ouaka, per la dreta, de 550 km de longitud;
- riu Mpoko, per la dreta, 350 km de longitud, una conca de 26 000 km² i un cabal 103 m³/s; té com a principal afluent al riu Pama (236 km);
- riu Lobaye, per la dreta, 520 km de longitud, una conca de 33 000 km² i un cabal 321 m³/s;

Mapa de la conca del riu Congo amb els afluents més importants, entre els quals hi ha l'Ubangi a la part superior de la imatge

- Lua-Deké, per l'esquerra;
- riu Ibenga, per la dreta;
- riu Motabe, per la dreta;
- riu Giri, per l'esquerra;

## Hidrometria
El cabal del riu s'ha observat durant 84 anys (1911-94) a Bangui, capital de la República Centreafricana situada a uns 600 km aigües amunt de la seva confluència amb el riu Congo i a una altura de 336 m. A Bangui, el cabal mitjà anual observat en aquest període va ser de 4092 m³/s per a una zona drenada d'uns 523 000 km², és a dir, dues terceres parts de la totalitat de la conca del riu (que són 754 830 km²).
La làmina d'aigua que discorre en la conca va aconseguir la xifra de 258 mm per any, que pot considerar-se satisfactòria, encara que abundant en el clima de sabana i bosc equatorial imperant en la major part de la seva conca.

## Ortografia
En la RDC s'empra la grafia Ubangi, d'acord amb les normes de l'alfabet internacional africà. En la República del Congo i la República Centreafricana, s'utilitza la grafia Oubangui, segons les normes franceses d'ortografia.

## Projecte de reposició del llac Txad

Esquema Transaqua (en vermell)

A la dècada de 1960, es va proposar un pla per desviar les aigües de l'Ubangi al riu Chari. Segons el pla, anomenat Transaqua, l'aigua de l'Ubangi revitalitzaria el llac Txad i proporcionaria un mitjà de subsistència en la pesca i l'agricultura millorada a desenes de milions de centreafricans i sahelians. Els esquemes de transferència d'aigua entre conques van ser proposats als anys 80 i 90 per l'enginyer nigerià J. Umolu i la firma italiana Bonifica.
El 1994, la Comissió de la Conca del Llac Txad (LCBC) va proposar un projecte similar, i en una cimera del març de 2008 els caps d'estat dels països membres de la LCBC es van comprometre amb el projecte de desviació.
L'abril de 2008, la LCBC va anunciar una sol·licitud de propostes per a un estudi de viabilitat.

## El riu, com a via pel Programa Mundial d’aliments
El Programa Mundial d'Aliments (PMA) ha inaugurat una nova ruta d'entrega utilitzant el riu Ubangui per accelerar el lliurament d'aliments a la República Centreafricana. El 2020, el PMA va fer el primer enviament d'assistència alimentària a la República Centreafricana, país sense litoral, amb barcasses navegant pel riu Ubangui des de la República del Congo veïna. Aquesta nova ruta de subministrament des de Brazzaville fins a Bangui ofereix una alternativa i un complement a les rutes existents, permetent que l'assistència alimentària arribi més ràpidament a la República Centreafricana. i contribuint a salvar vides.
«La capacitat d'utilitzar el riu Ubangui durant la temporada de pluges permet que el PMA tingui una ruta addicional de juliol a desembre de cada any, que és més ràpida, no requereix escortes militars i pot transportar una gran quantitat de subministraments vitals d'aliments», va declarar el director interí del PMA al país, Samir Wanmali.
La majoria de la càrrega comercial i humanitària que arriba a la República Centreafricana es canalitza a través del port de Douala, al veí Camerun. No obstant això, la congestió en aquest corredor de subministrament, juntament amb l'inici de l'estació de pluges, la dèbil infraestructura viària i els incidents de seguretat al llarg de la ruta de Douala a Bangui, han provocat retards en la recepció de subministraments, dificultant la capacitat del PMA de donar suport a les persones vulnerables.
Les necessitats humanitàries a la República Centreafricana estan en augment, especialment a causa de la pandèmia de la COVID-19, que ha agreujat les vulnerabilitats existents de les poblacions afectades. Durant el juny de 2020, el PMA va proporcionar assistència alimentària a prop de 670.000 persones. No obstant això, l'operació del PMA a la República Centreafricana es veu afectada per importants dèficits de finançament, el que limita la seva capacitat per satisfer les necessitats urgents d'alimentació i nutrició al país.